# Spectre d'émission
Pour les articles homonymes, voir Spectre.
Le spectre d’émission d’une espèce chimique est l’intensité d’émission de ladite espèce à différentes longueurs d’onde quand elle retourne à des niveaux d’énergie inférieurs. Il est en général centré sur plusieurs pics. Comme le spectre d’absorption, il est caractéristique de l’espèce et peut être utilisé pour son identification.

Spectre d’émission du fer.

Spectre d’émission de l'hydrogène (série de Balmer dans le visible).